# 83 Pułk Piechoty (austro-węgierski)

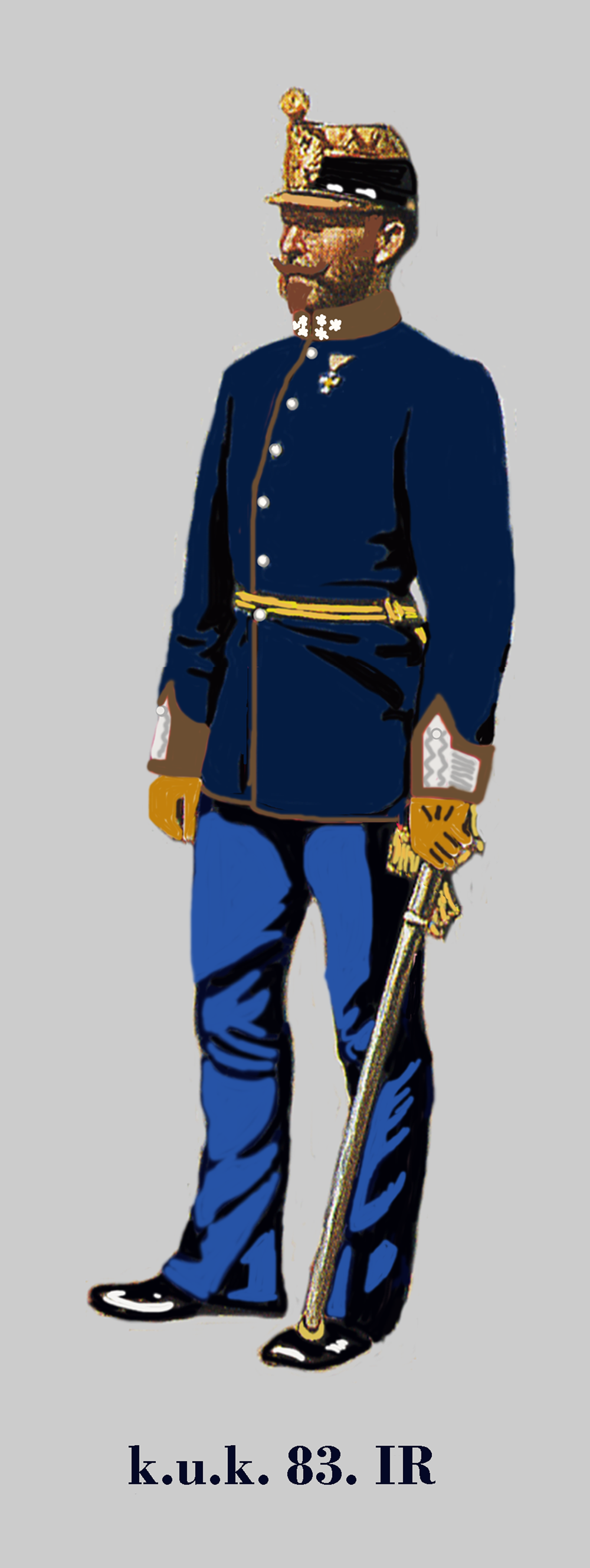
Kapitan IR. 83 w mundurze paradnym

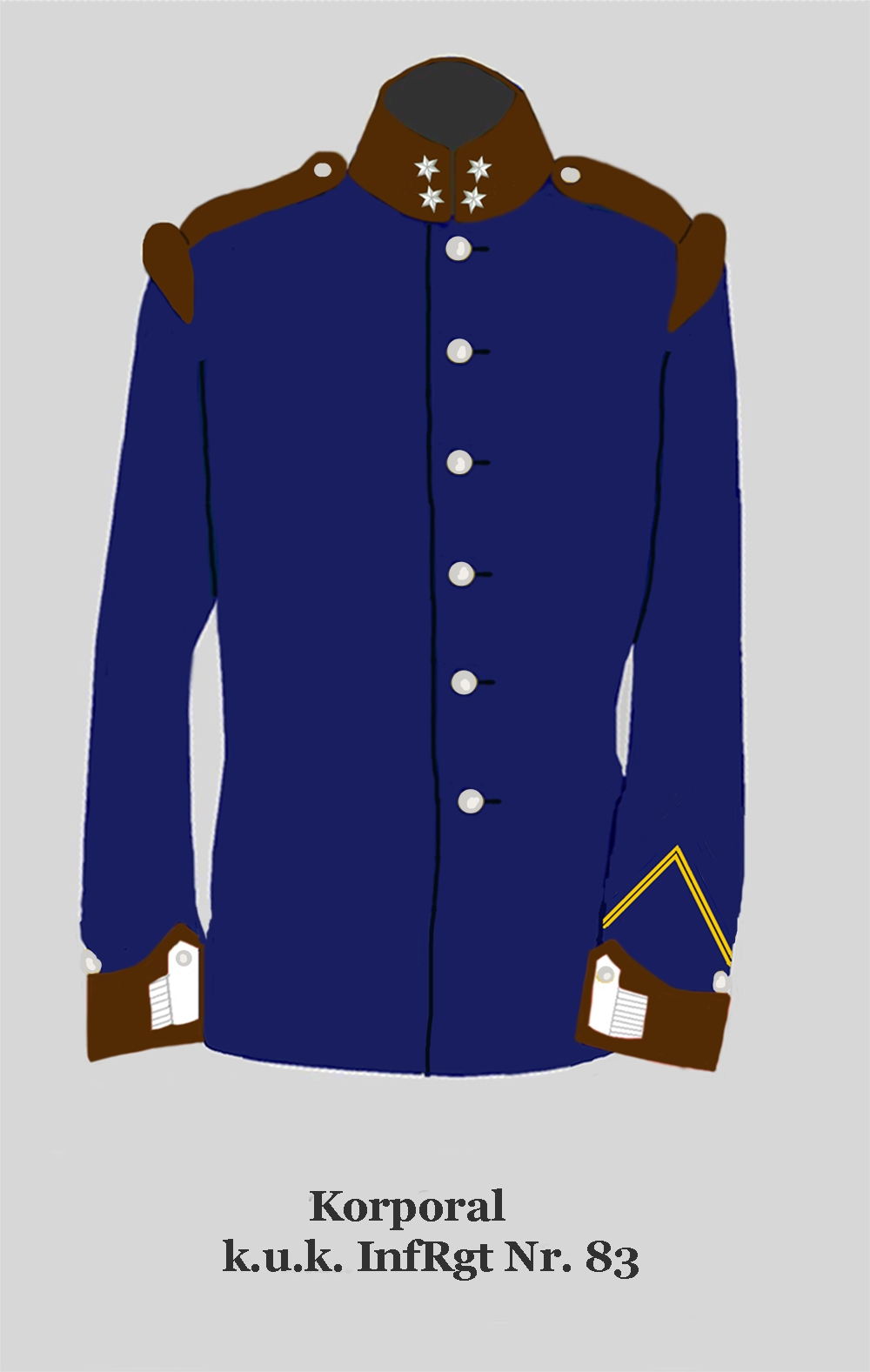
Kurtka munduru kaprala IR. 83

Węgierski Pułk Piechoty Nr 83 (IR Nr. 83) – pułk piechoty cesarskiej i królewskiej Armii.

## Historia pułku
Pułk został utworzony 1 stycznia 1883 roku z połączenia czterech batalionów wyłączonych ze składu węgierskich pułków piechoty nr: 29, 33, 43 i 61. Sztab pułku i Komenda Okręgu Uzupełnień znajdowała się w miejscowości Bela Crkva (niem. Weißkirchen in Ungarn) na terytorium 7 Korpusu.
W 1886 pułk został przeniesiony do Wiednia, natomiast Komenda Okręgu Uzupełnień pozostała w Bela Crkva.
W 1889 sztab pułku razem z 3. i 4. batalionem stacjonował w Wiedniu, 1. batalion w Bela Crkva, a 2. batalion w Schönbrunn. Pułk (bez 1. batalionu) wchodził w skład 26 Brygady Piechoty należącej do 13 Dywizji Piechoty, natomiast 1. batalion w Bela Crkva wchodził w skład 68 Brygady Piechoty należącej do 34 Dywizji Piechoty.
W 1890 sztab pułk z 2. i 3. batalionem został przeniesiony do Segedynu i razem z 1. batalionem w Bela Crkva wszedł w skład 68 Brygady Piechoty natomiast 4. batalion został detaszowany do Fočy i podporządkowany komendantowi 8 Brygady Górskiej należącej do 1 Dywizji Piechoty. W następnym roku 1. batalion został przeniesiony do Segedynu, a do Bela Crkva skierowany 3. batalion.
W 1893 dotychczasowy okręg uzupełnień pułku w Bela Crkva został rozwiązany. Nowy okręg uzupełnień nr 83 został utworzony na terytorium 5 Korpusu z części okręgów uzupełnień nr 48 i 76. Komenda Okręgu Uzupełnień została umieszczona w Szombathely (niem. Steinamanger). W tym samym roku 4. batalion wrócił z Fočy do Segedynu, a 2. batalion został przeniesiony do Kőszegu (niem. Güns). Pułk (bez 2. batalionu) nadal wchodził w skład 68 Brygady Piechoty, natomiast 2. batalion został podporządkowany komendantowi 28 Brygady Piechoty należącej do 14 Dywizji Piechoty.
Okręg uzupełnień nr 83 Szombathely (niem. Steinamanger) na terytorium 5 Korpusu.
Kolejnymi szefami pułku byli:
- generał kawalerii Christoph von Degenfeld-Schonburg(inne języki) (1883 – †14 III 1908),
- generał kawalerii Anton von Winzor(inne języki) (†30 IV 1910),
- generał piechoty Karl von Schikofsky (1910-1918)[2].

Kolory pułkowe: ciemnobrązowy (dunkelbraun), guziki srebrne. 
Skład narodowościowy w 1914 roku 55% – Węgrzy, 34% – Niemcy.
W latach 1903–1906 pułk stacjonował w Komarnie z wyjątkiem 1. batalionu, który załogował w Szombathely.
W latach 1907–1914 sztab pułku razem z 2. i 4. batalionem stacjonowała w Komarnie, 1. batalion w Szombathely, a 3. batalion w Kőszegu.
W 1914 pułk wchodził w skład 66 Brygady Piechoty należącej do 33 Dywizji Piechoty.

## Komendanci pułku
- płk Franz Morocutti (1883[1]–1886 → generał major, zastępca komendanta 9 Korpusu ds. Obrony Krajowej[16])
- płk Coloman Bolla von Csáford-Jobbaháza (1886[4]–1890 → k.-węg. Obrona Krajowa)
- płk Karl Przedák von Burgwehr (1890[17]–1895)
- płk Franz Kratky (1903)
- płk Ludwig Reitz (1904–1906)
- płk Adolf Biedermann (1907–1910)
- płk Arthur Iwanski von Iwanina (1911–1914[2] → komendant 19 Brygady Piechoty)
- płk Leopold Hofbauer (1914)
- ppłk Ludwig Breuer (IX – XII 1915)
- płk Vinzenz Rosenmayr von Rosenstetten (XII 1915 – VI 1916)
- ppłk Ludwig Breuer (VII – IX 1916)
- płk Vinzenz Rosenmayr von Rosenstetten (X 1916 – III 1917)
- płk Josef Turba (IV 1917 – XI 1918)